# 370 v. Chr.
Portal Geschichte | Portal Biografien | Aktuelle Ereignisse | Jahreskalender | Tagesartikel

◄ |
5. Jahrhundert v. Chr. |
4. Jahrhundert v. Chr. |
3. Jahrhundert v. Chr. |
►

◄ | 390er v. Chr. | 380er v. Chr. | 370er v. Chr. | 360er v. Chr. |
350er v. Chr. |
►

◄◄ | ◄ | 373 v. Chr. | 372 v. Chr. | 371 v. Chr. | 370 v. Chr. |
369 v. Chr. |
368 v. Chr. |
367 v. Chr. |
► |
►►

## Ereignisse

### Politik und Weltgeschehen

#### Westliches Mittelmeer
- Aulus Manlius Capitolinus, Servius Sulpicius Praetextatus, Gaius Valerius Potitus Volusus, Lucius Furius Medullinus, Servius Cornelius Maluginensis und Publius Valerius Potitus Poplicola werden römische Militärtribunen.
- um 370: Römische Republik und Latiner schließen den Foedus Cassianum, ein Zweckbündnis, um sich gemeinsam vor allem gegen die Kelten, aber auch gegen Etrusker und Herniker zu verteidigen.

#### Östliches Mittelmeer

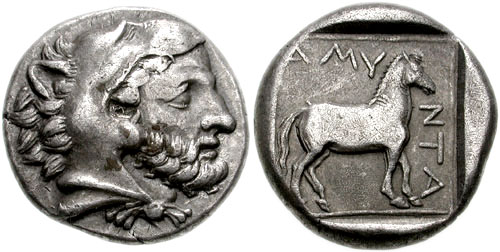
Münze Amyntas III.

- Alexander II. folgt seinem Vater Amyntas III. auf den Thron von Makedonien.
- Das thebanische Heer des Epaminondas zieht durch die Peloponnes und ist im Dezember das erste fremde Heer, das in Lakonien einfällt. Lediglich die von König Agesilaos II. gehaltene Hauptstadt Sparta wird nicht erobert.
- Kleomenes II. wird neuer König der spartanischen Agiaden-Dynastie.
- Die Thebaner veranlassen die Neugründung von Mantineia, das die Spartaner fünfzehn Jahre zuvor zerstört hatten, als weiteres antispartanisches Bollwerk in Arkadien neben Megalopolis.

#### Kaiserreich China
siehe Hauptartikel Kaiserreich China
- Wei Hui wird neuer Markgraf des Wei-Reiches.

### Wissenschaft und Technik
- Der Mathematiker Eudoxos von Knidos verwendet die Exhaustionsmethode bei der Flächenberechnung.
- Speusippos verfasst um 370 v. Chr. eine erste systematische Enzyklopädie über das Tier- und Pflanzenreich, die Homoia. Nur wenige Fragmente sind bis heute erhalten.

### Kultur und Gesellschaft
- Platon verfasst um 370 v. Chr. die Politeia, welche als sein bedeutendstes Werk gilt. Zentrales Thema ist die Frage: Was ist Gerechtigkeit?
- Der athenische Politiker und Dichter Xenophon verfasst um 370 v. Chr. sein berühmtestes Werk Anabasis.
- In Tegea beginnt der Wiederaufbau der des 394 v. Chr. niedergebrannten Tempels der Athene. Der Tempel ist einer der bedeutendsten religiösen Orte im antiken Griechenland. Das Bauvorhaben wird geleitet von dem Bildhauer Skopas.
- Der römische Magistrat Sp. Cassius Vecellinus handelt den nach ihm benannten cassischen Vertrag (foedus cassianum) mit Latinerstädten aus.

## Geboren
- Hui Shi, chinesischer Philosoph aus dem Staat Song († 310 v. Chr.)
- um 370 v. Chr.: Alexander I., König von Epirus († 331 v. Chr.)
- um 370 v. Chr.: Aristoxenos, griechischer Philosoph und Musiktheoretiker († um 300 v. Chr.)
- um 370 v. Chr.: Kallisthenes von Olynth, makedonischer Geschichtsschreiber († um 327 v. Chr.)
- um 370 v. Chr.: Marcus Valerius Corvus, römischer Volksheld († um 270 v. Chr.)

## Gestorben
- Alketas I., König der Molosser, Hegemon von Epirus (* um 410 v. Chr.)
- Amyntas III., König von Makedonien

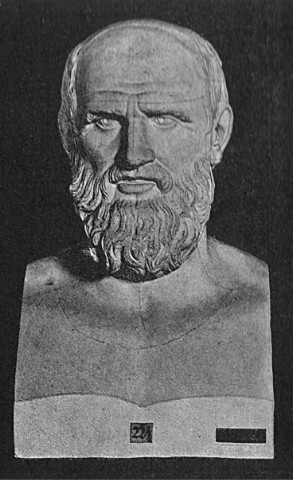
Hippokrates

- Pasion, griechischer Bankier
- Jason von Pherai, Tyrann
- Polydoros von Pherai, Tyrann

- um 370 v. Chr.: Hippokrates von Kos, griechischer Mediziner (* um 460 v. Chr.)